# Lymanopoda issacha
Lymanopoda issacha är en fjärilsart som beskrevs av Butler 1870. Lymanopoda issacha ingår i släktet Lymanopoda och familjen praktfjärilar. Inga underarter finns listade i Catalogue of Life.